# Challenge Sprint Pro 2012
De Challenge Sprint Pro 2012 was een wielerwedstrijd in Quebec, Canada, gereden op 6 september 2012.
Dit was de tweede editie van een nieuw type wielerevenement, waarin steeds steeds drie of vier wielrenners aan de start staan en over een parcours van één kilometer onderling uitmaken welke twee van hen er naar de volgende ronde gaan. Na drie rondes waren er nog vier renners over die vervolgens de finale reden. Elke ploeg die meedeed aan de UCI World Tour-wedstrijden in Quebec (een dag later) en Montreal (drie dagen later) vaardigde een renner af, ook deed er een aantal Canadese rijders mee. De Canadese thuisrijder Zachary Bell won de finale.

## Deelnemers
| Julien Bérard                       | AG2R-La Mondiale       | Danilo Wyss      | BMC Racing Team |
| Alan Pérez                          | Euskaltel-Euskadi      | Matthew Goss     | Orica-GreenEdge |
| Maxime Vantomme                     | Team Katjoesja         | Matteo Bono      | Lampre-ISD      |
| Timmy Duggan                        | Liquigas-Cannondale    | Enrique Sanz     | Team Movistar   |
| Dennis Vanendert                    | Lotto-Belisol          | Borut Božič      | Pro Team Astana |
| Gerald Ciolek                       | Omega Pharma-Quickstep | Michael Matthews | Rabobank        |
| Nick Nuyens                         | Saxo Bank-Tinkoff Bank | Salvatore Puccio | Sky ProCycling  |
| Heinrich Haussler                   | Team Garmin-Sharp      | Sandy Casar      | FDJ-BigMat      |
| Tony Gallopin                       | RadioShack-Nissan      | Marco Marcato    | Vacansoleil-DCM |
| Namens de 3 Wildcardploegen         |                        |                  |                 |
| Zachary Bell                        | Team SpiderTech-C10    | David Veilleux   | Team Europcar   |
| Aleksejs Saramotins                 | Cofidis                |                  |                 |
| Top 3 Canadees kwalificatietoernooi |                        |                  |                 |
| Rémi Pelletier-Roy                  | Canada 1               | Ben Chaddock     | Canada 2        |
| Anton Varabei                       | Canada 3               |                  |                 |

## Wedstrijdverloop
Net als vorig jaar namen Rémi Pelletier-Roy en Ben Chaddock mee namens het Canadees team. Ze werden vergezeld door Anton Varabei die daarmee het deelnemersveld op vierentwintig bracht.

### Eerste ronde
| Plaats | Naam              | Ploeg                  |
| ------ | ----------------- | ---------------------- |
| 1      | Heinrich Haussler | Team Garmin-Sharp      |
| 2      | Anton Varabei     | Canada 3               |
| 3      | Salvatore Puccio  | Sky ProCycling         |
| 4      | Nick Nuyens       | Saxo Bank-Tinkoff Bank |

| Plaats | Naam               | Ploeg                  |
| ------ | ------------------ | ---------------------- |
| 1      | Rémi Pelletier-Roy | Canada 1               |
| 2      | Enrique Sanz       | Team Movistar          |
| 3      | Gerald Ciolek      | Omega Pharma-Quickstep |
| 4      | Sandy Casar        | FDJ-BigMat             |

| Plaats | Naam                | Ploeg           |
| ------ | ------------------- | --------------- |
| 1      | Matthew Goss        | Orica-GreenEdge |
| 2      | Aleksejs Saramotins | Cofidis         |
| 3      | Matteo Bono         | Lampre-ISD      |
| 4      | Dennis Vanendert    | Lotto-Belisol   |

| Plaats | Naam           | Ploeg             |
| ------ | -------------- | ----------------- |
| 1      | Borut Božič    | Pro Team Astana   |
| 2      | Alan Pérez     | Euskaltel-Euskadi |
| 3      | Danilo Wyss    | BMC Racing Team   |
| 4      | David Veilleux | Team Europcar     |

| Plaats | Naam             | Ploeg               |
| ------ | ---------------- | ------------------- |
| 1      | Zachary Bell     | Team SpiderTech-C10 |
| 2      | Michael Matthews | Rabobank            |
| 3      | Maxime Vantomme  | Team Katjoesja      |
| 4      | Marco Marcato    | Vacansoleil-DCM     |

| Plaats | Naam          | Ploeg               |
| ------ | ------------- | ------------------- |
| 1      | Timmy Duggan  | Liquigas-Cannondale |
| 2      | Ben Chaddock  | Canada 2            |
| 3      | Julien Bérard | AG2R-La Mondiale    |
| 4      | Tony Gallopin | RadioShack-Nissan   |

### Kwartfinale
| Plaats | Naam                | Ploeg             |
| ------ | ------------------- | ----------------- |
| 1      | Enrique Sanz        | Team Movistar     |
| 2      | Borut Božič         | Pro Team Astana   |
| 3      | Aleksejs Saramotins | Cofidis           |
| 4      | Heinrich Haussler   | Team Garmin-Sharp |

| Plaats | Naam               | Ploeg               |
| ------ | ------------------ | ------------------- |
| 1      | Zachary Bell       | Team SpiderTech-C10 |
| 2      | Rémi Pelletier-Roy | Canada 1            |
| 3      | Ben Chaddock       | Canada 2            |
| 4      | Alan Pérez         | Euskaltel-Euskadi   |

| Plaats | Naam             | Ploeg               |
| ------ | ---------------- | ------------------- |
| 1      | Matthew Goss     | Orica-GreenEdge     |
| 2      | Michael Matthews | Rabobank            |
| 3      | Anton Varabei    | Canada 3            |
| 4      | Timmy Duggan     | Liquigas-Cannondale |

### Halve finale
| Plaats | Naam               | Ploeg         |
| ------ | ------------------ | ------------- |
| 1      | Rémi Pelletier-Roy | Canada 1      |
| 2      | Michael Matthews   | Rabobank      |
| 3      | Enrique Sanz       | Team Movistar |

| Plaats | Naam         | Ploeg               |
| ------ | ------------ | ------------------- |
| 1      | Zachary Bell | Team SpiderTech-C10 |
| 2      | Matthew Goss | Orica-GreenEdge     |
| 3      | Borut Božič  | Pro Team Astana     |

### Finale
| Plaats | Naam               | Ploeg               |
| ------ | ------------------ | ------------------- |
| Goud   | Zachary Bell       | Team SpiderTech-C10 |
| Zilver | Rémi Pelletier-Roy | Canada 1            |
| Brons  | Matthew Goss       | Orica-GreenEdge     |
| 4      | Michael Matthews   | Rabobank            |